# Luigi Cimara
Luigi Cimara  né à Rome le 19 juillet 1891  et mort dans la même ville le  26 janvier 1962  est un acteur italien. Surtout actif au théâtre,  il est apparu dans 46 films entre 1914 et 1960. 

## Filmographie partielle
- 1932 :La telefonista de Nunzio Malasomma
- 1934 : Le Conspirateur (Teresa Confalonieri) de Guido Brignone
- 1936 : La damigella di Bard de Mario Mattoli
- 1936 : Il re Burlone d'Enrico Guazzoni
- 1937 : Gli ultimi giorni di Pompeo de Mario Mattoli
- 1939 : Dora Nelson de Mario Soldati
- 1943 :Sant'Elena, piccola isola de Umberto Scarpelli et Renato Simoni
- 1943 : Ho tanta voglia di cantare de Mario Mattoli
- 1952 : Cinque poveri in automobile de Mario Mattoli
- 1952 : Chair inquiète (Carne inquieta) de Silvestro Prestifilippo (it)
- 1952 : Heureuse Époque (Altri tempi - Zibaldone n. 1) d'Alessandro Blasetti
- 1953 : Lulù de Fernando Cerchio
- 1960 : Scandale à la cour (A Breath of Scandal) de Michael Curtiz